# Šebestián (probošt)
Šebestián byl původně dvorním kaplanem u pražského knížecího dvora. Roku 1139 se stal v pořadí 5. proboštem kapituly sv. Štěpána v Litoměřicích.

## Život
Karel Jaromír Erben sice uvádí Šebestiána jako litoměřického děkana, ale dignita kapitulní děkanství (děkan kapituly) byla založena až 200 let po smrti Šebestiánově. Ohledně Šebestiánova působení u pražského knížecího stolce panuje domněnka, že původně byl pražským kanovníkem, avšak po příjezdu papežského legáta kardinála Guida v roce 1142 ztratil prebendu, protože byl „laik a ženatý“. Legát Guido – budoucí papež Celestýn II. – totiž přicestoval do Českých zemí z důvodu prosazení kněžského celibátu. Po pravděpodobném pokání byl Šebestián vysvěcen na kněze a stal se litoměřickým proboštem. Existuje také listina, která jej uvádí jako svědka mezi lety 1146–1148. Za rok úmrtí se však většinou považuje rok 1146.